# تومي سميث (لاعب هوكي الجليد)
تومي سميث (بالفرنسية: Tommy Smith)‏ (و. 1885 – 1966 م) هو لاعب هوكي الجليد كندي، ولد في أوتا، توفي عن عمر يناهز 81 عاماً.

## جوائز
حصل على جوائز منها:
- كأس ستانلي.

## روابط خارجية
- تومي سميث على موقع دوري الهوكي الوطني (الإنجليزية)
- تومي سميث على موقع قاعة مشاهير الهوكي (لاعب أن.إتش.أل) (الإنجليزية)
- تومي سميث على موقع EliteProspects.com (الإنجليزية)
- تومي سميث على موقع HockeyDB.com (الإنجليزية)
- تومي سميث على موقع Hockey-Reference.com (الإنجليزية)